# Campylospermum paucinervatum
Campylospermum paucinervatum är en tvåhjärtbladig växtart som beskrevs av Marc Simon Maria Sosef. Campylospermum paucinervatum ingår i släktet Campylospermum och familjen Ochnaceae. Inga underarter finns listade i Catalogue of Life.